# Cratere Maginus

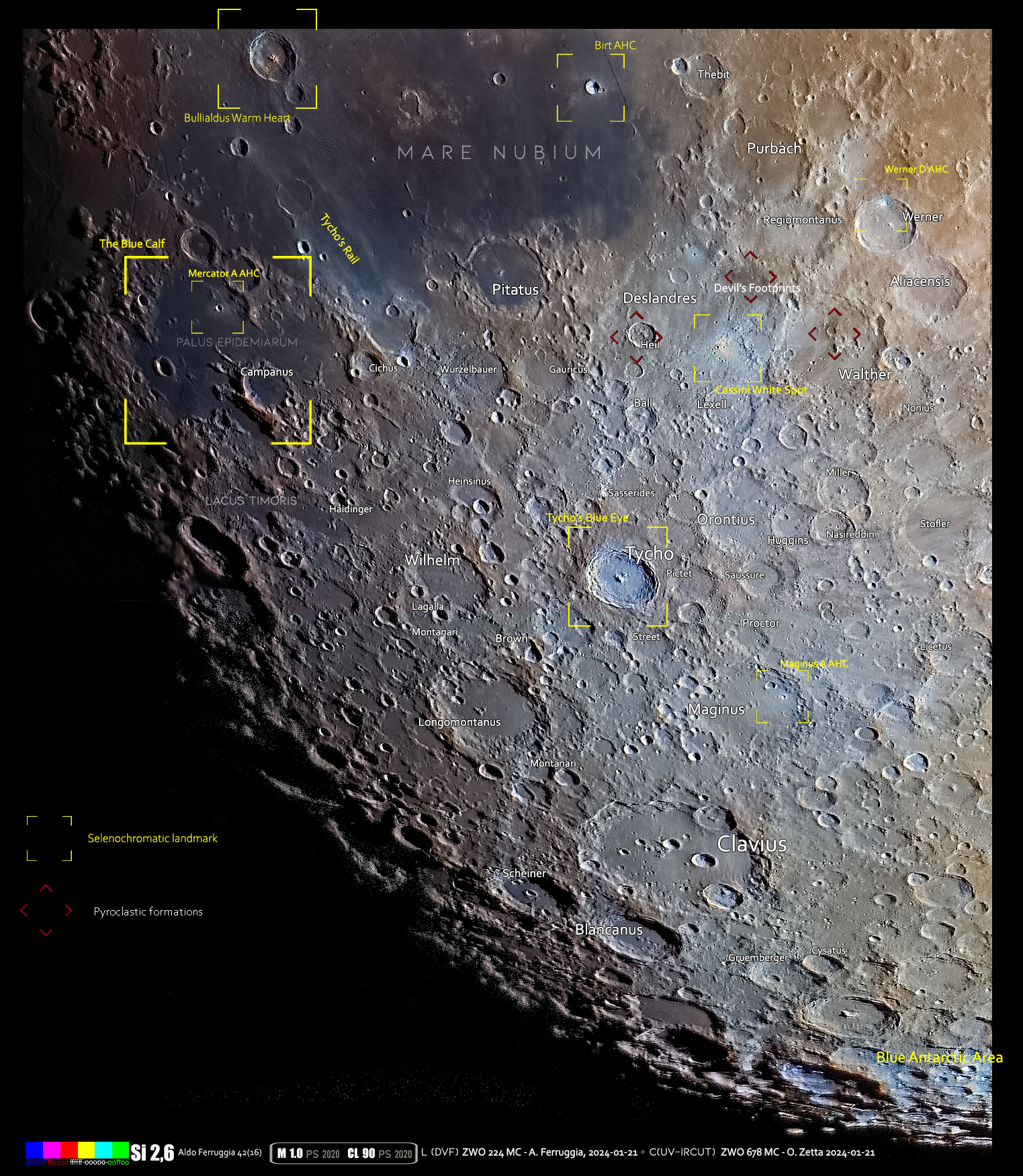
Area del cratere in formato selenocromatico

Maginus è un cratere lunare intitolato all'astronomo italiano Giovanni Antonio Magini. Si trova nelle alture meridionali poco a sudest del grande cratere Tycho. La formazione è molto ampia, ed il suo diametro è pari a tre quarti del grande cratere Clavius, situato a sudovest. Appena a nord di Maginus si trova il piccolo cratere Proctor, e a sudest il cratere Deluc.
Il bordo di Maginus è fortemente eroso, con incisioni dovute ad impatti successivi, e sul lato orientale si trovano parecchi crateri sovrapposti. La parete è stata in parte distrutta sul lato sudest dalla formazione di 'Maginus C', un altro cratere eroso. Poco è rimasto della struttura originale dell'orlo, ed i bastioni più esterni sono completamente scomparsi. Il fondo è relativamente piatto, con una coppia di bassi picchi centrali.

## Crateri correlati
Alcuni crateri minori situati in prossimità di Maginus sono convenzionalmente identificati, sulle mappe lunari, attraverso una lettera associata al nome.
| Maginus | Latitudine | Longitudine | Diametro |
| ------- | ---------- | ----------- | -------- |
| A       | 48.8° S    | 4.4° W      | 14 km    |
| B       | 52.4° S    | 6.2° W      | 12 km    |
| C       | 51.7° S    | 9.4° W      | 42 km    |
| D       | 47.9° S    | 2.2° W      | 40 km    |
| E       | 49.0° S    | 1.4° W      | 37 km    |
| F       | 48.9° S    | 8.2° W      | 18 km    |
| G       | 48.0° S    | 7.6° W      | 23 km    |
| H       | 52.5° S    | 10.0° W     | 15 km    |
| J       | 49.9° S    | 2.8° W      | 8 km     |
| K       | 47.4° S    | 3.9° W      | 31 km    |
| L       | 49.2° S    | 8.9° W      | 11 km    |
| M       | 50.4° S    | 9.3° W      | 10 km    |
| N       | 48.5° S    | 9.0° W      | 24 km    |
| O       | 50.6° S    | 12.6° W     | 12 km    |
| P       | 50.7° S    | 11.8° W     | 10 km    |
| Q       | 50.8° S    | 2.3° W      | 9 km     |
| R       | 48.9° S    | 10.4° W     | 9 km     |
| S       | 49.7° S    | 1.4° W      | 13 km    |
| T       | 52.3° S    | 7.1° W      | 6 km     |
| U       | 47.4° S    | 8.2° W      | 9 km     |
| V       | 49.3° S    | 7.3° W      | 9 km     |
| W       | 49.3° S    | 7.8° W      | 8 km     |
| X       | 51.3° S    | 7.6° W      | 7 km     |
| Y       | 51.8° S    | 9.1° W      | 7 km     |
| Z       | 50.2° S    | 3.6° W      | 18 km    |